# Petru Cercel
Petru Cercel (n. 1556, București – d. aprilie 1590, Rodos) a fost domnul Țării Românești în perioada 29 august 1583 – 16 aprilie 1585. Petru Cercel a fost fiul natural al domnului muntean Pătrașcu cel Bun. Porecla sa, Cercel, venea de la cercelul pe care îl purta în ureche, după moda curții regale franceze, unde a stat un timp.

## Viața
După unele surse, prin anul 1581 s-a ascuns pe lângă Doamna Chiajna, care se găsea atunci la Alep, în Siria. După alte surse, după moartea lui Pătrașcu cel Bun, Petru Cercel a fost surghiunit în Insula Rodos și apoi a fost întemnițat într-o închisoare din Siria.
În intenția de a dobândi tronul tatălui său, al cărui moștenitor de drept (legitimo herede) se considera, a călătorit la Viena, în 1575, cu scopul de a apela la ajutorul împăratului Maximilian al II-lea. După decesul împăratului Maximilian al II-lea (12 octombrie 1576) Petru Cercel a plecat din Austria în Italia, unde a petrecut o perioadă la Genova și apoi la Roma.
În 1579, Petru Cercel a ajuns la Paris, unde a găsit sprijin pentru a convinge puterea de la Istanbul de oportunitatea instalării lui pe tronul Țării Românești. Tot în această perioadă acesta ar fi dezvoltat o relație amoroasă cu regele Henric al III-lea al Franței.
În 1581, viitorul voievod pleca din Paris spre Torino, trecând apoi prin Ferrara și Veneția, ajungând în final la Istanbul, unde a petrecut doi ani. În urma intervențiilor insistente, la 29 august 1583 a fost uns ca domn al Țării Românești.
În 1584 a mutat capitala Țării Românești de la București înapoi la Târgoviște. Petru Cercel a reconstruit și amplificat Curtea Domnească din Târgoviște și a ctitorit monumentala Biserică Domnească.